# Port lotniczy Bobrujsk
Lotnisko w Bobrujsku (biał. Аэрадром Бабруйск) – lotnisko położone w Bobrujsku w obwodzie mohylewskim. Używany jest do celów wojskowych.